# Бояро-Лежачі
Боя́ро-Лежачі́ (в минулому — Боярські Лежачі) — село в Україні, у Новослобідській сільській громаді Конотопського району Сумської області. Населення становить 459 осіб. До 2020 орган місцевого самоврядування — Бояро-Лежачівська сільська рада.

## Географія
Село Бояро-Лежачі знаходиться на правому березі річки Сейм, вище за течією на відстані 3,5 км розташоване село Дорошівка, нижче за течією на відстані 2,5 км розташоване село Манухівка, на протилежному березі — село Рижівка (Сумський район). Річка в цьому місці звивиста, утворює лимани, стариці і заболочені озера. Поруч із селом проходить кордон з Росією, на російській стороні знаходяться селище міського типу Тьоткіно і село Попово-Лежачі.
До райцентру відстань становить 22 км.

## Фауна
У річці Вир біля села живуть червонокнижні тварини - хохулі руські.

## Історія
Перша офіційна згадка про село знаходиться у переписній книзі Підгорного стану Путивльського повіту за 1646 рік, у якій, зокрема, зазначається, що 2/3 села належали поміщикам Трифановим.
Джерелом творення назви послужила та обставина, що землі, на яких розкинулося село, належали боярам (тобто лежали на боярах).
За даними на 1862 рік у власницькому селі Лежачі Боярські Путивльського повіту Курської губернії мешкало 758 осіб (373 чоловіків та 385 жінок), налічувалось 48 дворових господарств, існувала православна церква.
Село постраждало внаслідок геноциду українського народу, проведеного урядом СССР в 1932—1933 роках, встановлено імена щонайменше 6 жертв-жителів села.
12 червня 2020 року, відповідно до розпорядження Кабінету Міністрів України № 723-р «Про визначення адміністративних центрів та затвердження територій територіальних громад Сумської області», село увійшло до складу Новослобідської сільської громади.
19 липня 2020 року, в результаті адміністративно-територіальної реформи та ліквідації Путивльського району, увійшло до складу новоутвореного Конотопського району.

#### Російське вторгнення в Україну (з 2022)
Вдень 23 квітня 2022 року зі сторони Російської Федерації здійснено артилерійський обстріл прикордонного села Бояро-Лежачі Новослобідської сільської громади. В результаті цього були пошкоджені території приватних будинків. Обійшлося без жертв.
24 червня 2024 року за інформацією ОК «Північ» населений пункт зазнав обстрілів з боку російського агресора. Зафіксовано 4 вибухи, ймовірно міномет 120 мм. 
28 червня 2024 року у селі пошкоджений житловий будинок. Ймовірно вдарила російська ствольна артилерія. 
19 липня 2024 року російські війська обстріляли село. Зафіксовано 4 вибухи, ймовірно міномет 60 мм; 1 вибух, ймовірно ФПВ-дрон. В результаті обстрілу отримала поранення 1 цивільна особа.   
28 липня 2024 року село знову обстріляли російські агресори. Зафіксовано 1 вибух, ймовірно скид ВОГ з БПЛа; 2 вибухи, ймовірно міномет 120 мм.   
2 серпня 2024 року близько 18 години російські війська ударили по селу FPV-дронами. Один з них влучив у житловий будинок. Поранені брат та сестра. 
5 серпня 2024 року війська російського агресора обстріляли село. Зафіксовано 2 обстріли: 3 вибухи, ймовірно скид ВОГ з БПЛа.    
10 серпня 2024 року село знову зазнало ворожих російських атак. Як повідомили в оперативному командуванні «Північ» зафіксовано 5 вибухів, ймовірно міномет 120 мм.  
11 серпня 2024 року село обстріляв агресор. Як повідомили в оперативному командуванні «Північ» зафіксовано 2 вибухи, ймовірно ствольна артилерія 122 мм; 14 вибухів, ймовірно міномет 120 мм; 2 вибухи, ймовірно КАБ; 1 вибух, ймовірно ФПВ-дрон.      
14 серпня 2024 року село зазнало чергової атаки агресора. Оперативне командування «Північ» зафіксувало 2 обстріли: 8 вибухів, ймовірно міномет 120 мм; 1 вибух, ймовірно ФПВ-дрон.     
26 серпня 2024 року російські загарбники продовжували обстрілювати прикордонні території Сумської області. Зокрема в селі було зафіксовано 3 вибухи, ймовірно міномет 120 мм.       

## Населення
Згідно з переписом УРСР 1989 року чисельність наявного населення села становила 662 особи, з яких 293 чоловіки та 369 жінок.
За переписом населення України 2001 року в селі мешкало 458 осіб.

### Мова
Розподіл населення за рідною мовою за даними перепису 2001 року:
| Мова       | Відсоток |
| ---------- | -------- |
| українська | 92,37 %  |
| російська  | 6,10 %   |
| вірменська | 0,87 %   |
| молдовська | 0,44 %   |
| інші       | 0,22 %   |

## Економіка
- Місцевий пункт перетину кордону «Тьоткіне-Бояро-Лежачі».
- «ПРИСЕЙМСЬКЕ», ТОВ.

## Об'єкти соціальної сфери
- Школа.
- Будинок культури.

## Пам'ятки
- «Середньосеймський» — державний ландшафтний заказник, площа — 693 га, унікальні заливні природні комплекси річки Сейм з переважно луговою рослинністю, заливними лісами і численними водоймами. Масив має велику водоохоронну цінність. Місце, де збереглася  хохуля звичайна — вид, занесений в міжнародну Червону книгу. Тут ростуть реліктовий папороть страусине перо і коручка широколиста — вид, занесений до Червоної книги України.